# Ачарян Рачія Акопович
Рачія Акопович Ачарян (вірм. Հրաչյա Հակոբի Աճառյան; 8 (20) березня 1876, Константинополь — 16 квітня 1953, Єреван) — вірменський радянський мовознавець і літературознавець, доктор філологічних наук honoris causa (з 1935 року), професор (з 1925 року), академік АН Вірменської РСР (з 1943 року), почесний член-кореспондент Чехословацької академії наук (з 1937 року), член Паризького лінгвістичного товариства (з 1897 року), заслужений діяч науки Вірменської РСР (з 1933 року).

## Біографія
Народився 8 (20 березня) 1876 року в місті Константинополі. У 1898 році закінчив Сорбонський університет у Парижі. У 1893–1923 роках викладав у різних школах Османської імперії. У 1923–1925 роках — один з викладачів-основоположників Єреванського державного університету, у 1925–1953 роках його професор. У 1943–1953 роках — старший науковий співробітник Інституту мови АН Вірменської РСР.
Помер в Єревані 16 квітня 1953 року.

## Наукова діяльність
Зачинатель історичного та порівняльного методів вивчення вірменської мови. Автор досліджень в області вірменської діалектології, лексикології та лексикографії, історії вірменської мови, порівняльної історичної граматики та загального мовознавства, а також проблем вірменознавства. Основні праці:
- «Повна граматика вірменської мови в порівнянні з 562 мовами» (томи 1-4, 1952–1959);
- «Історія вірменської мови» (томи 1-2,1940-1951);
- «Кореневий словник вірменської мови» (томи 1-7, 1925–1935);
- «Словник вірменських власних імен» (томи 1-4, 1942–1948);
- «Вірменський словник діалектів» (1913).

## Вшанування пам'яті
У 1964 році ім'я Р. А. Ачаряна присвоєно Інституту мови НАН Вірменії, а у 1966 році середній школі № 72 міста Єревана.